# 阿姆斯特丹南站
阿姆斯特丹南站（荷蘭語：Amsterdam Zuid）是位于荷兰阿姆斯特丹南的主要火车站和地铁站。

## 历史
1978年开幕，靠近阿姆斯特丹自由大学校区。是阿姆斯特丹地铁52号线的起始站。也是阿姆斯特丹地铁50号线和阿姆斯特丹地铁51号线地铁站之一。

## 画廊

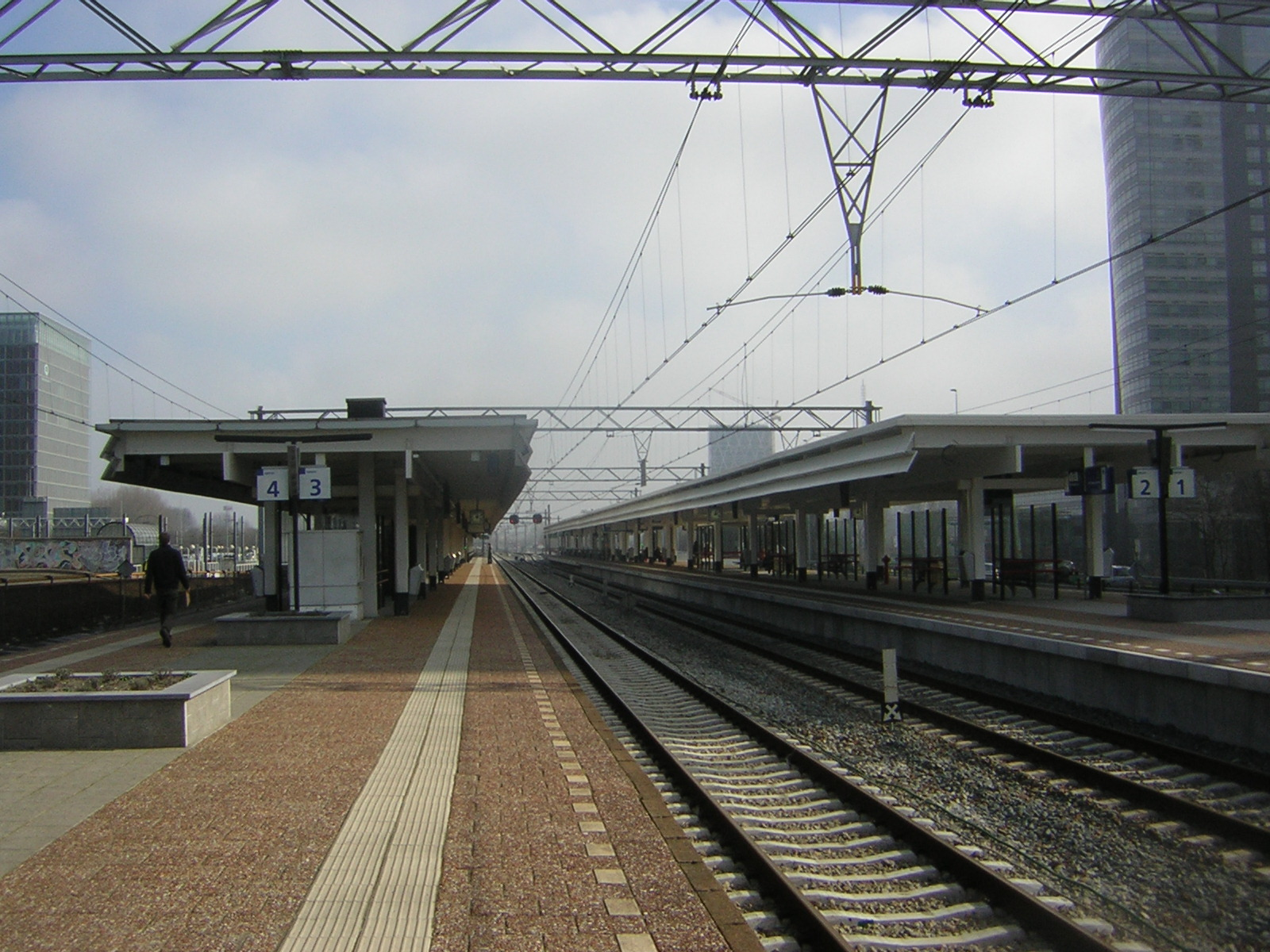
火车站旁边是荷兰银行总部
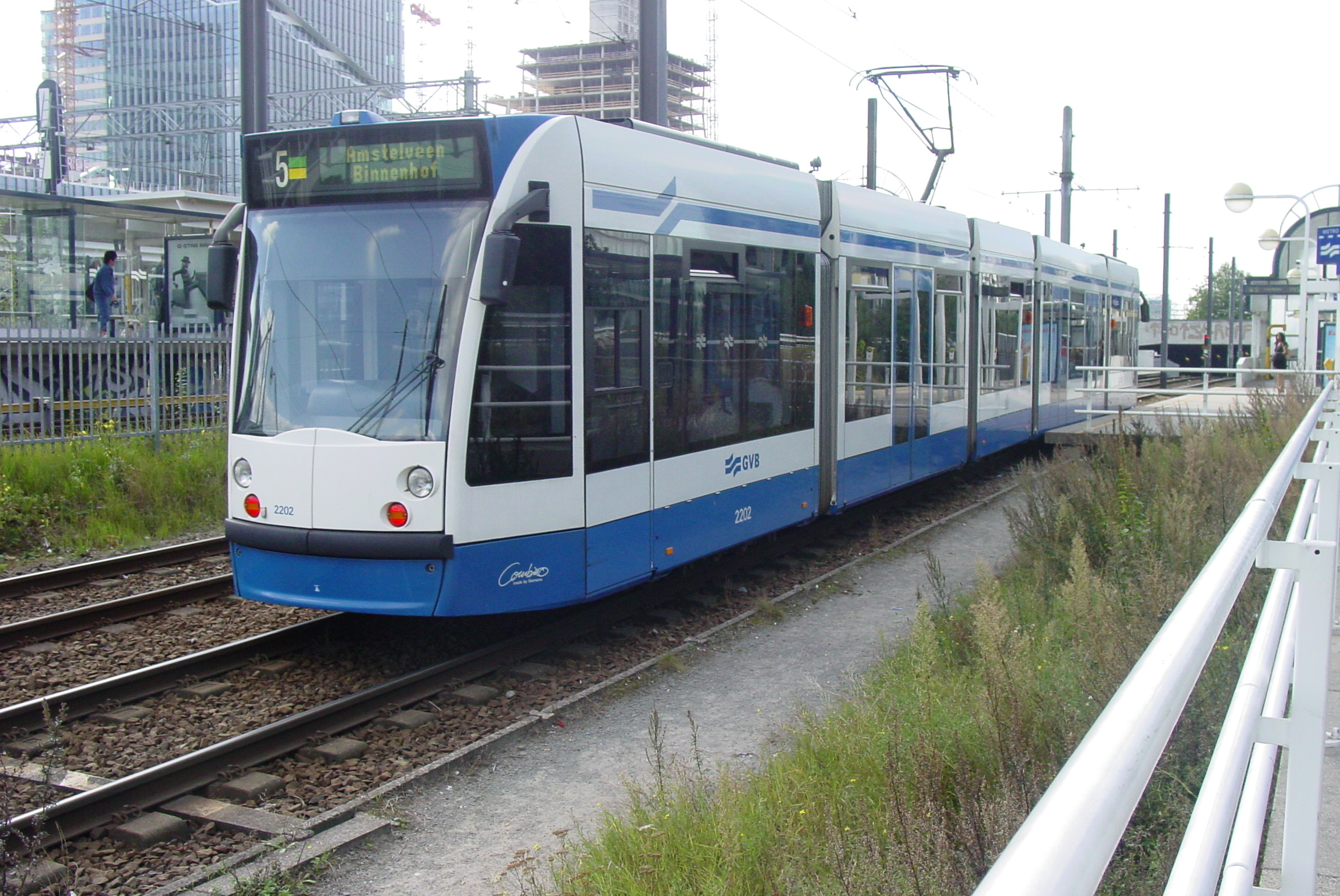
西门子Combino列车
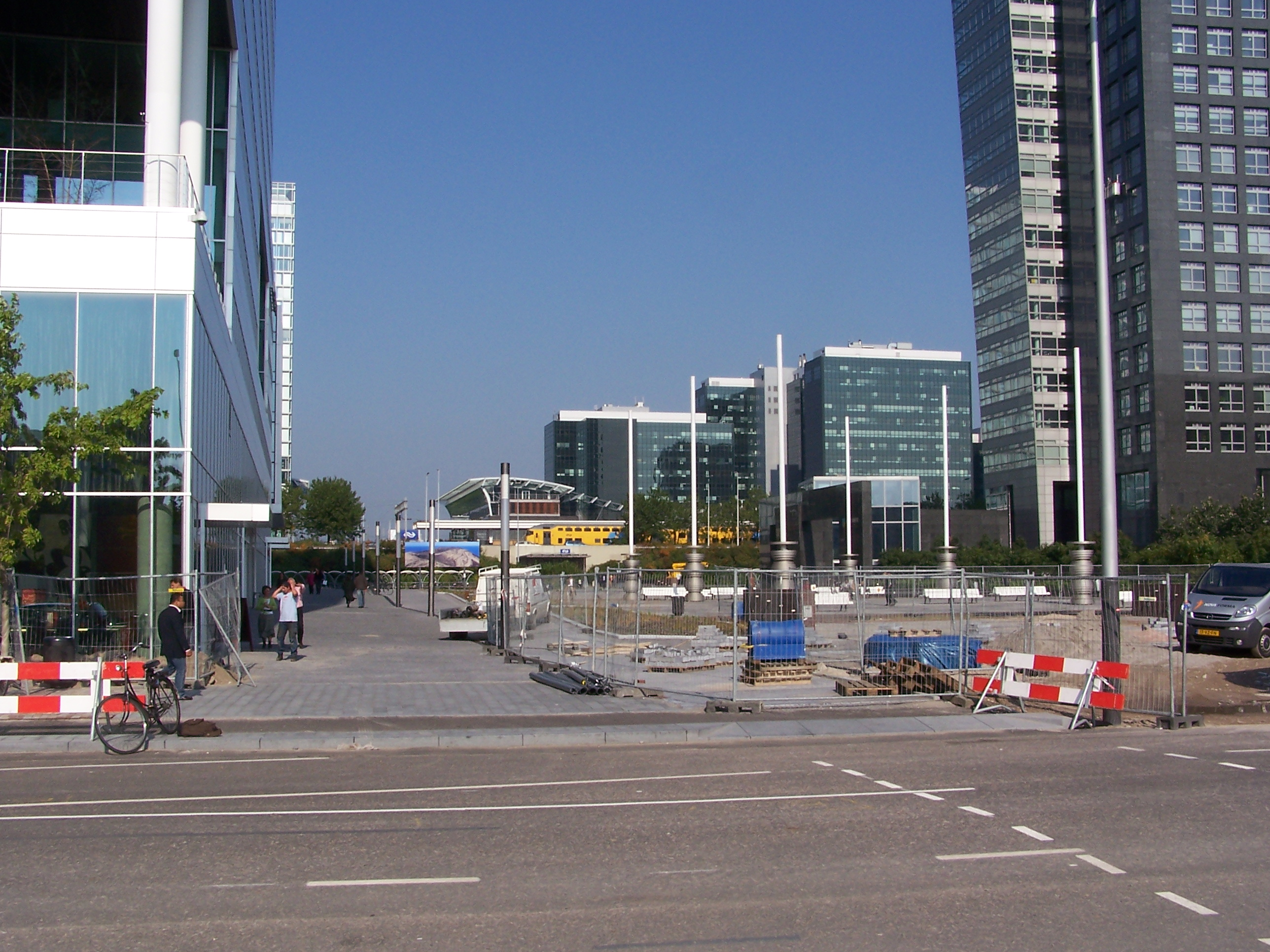
火车站
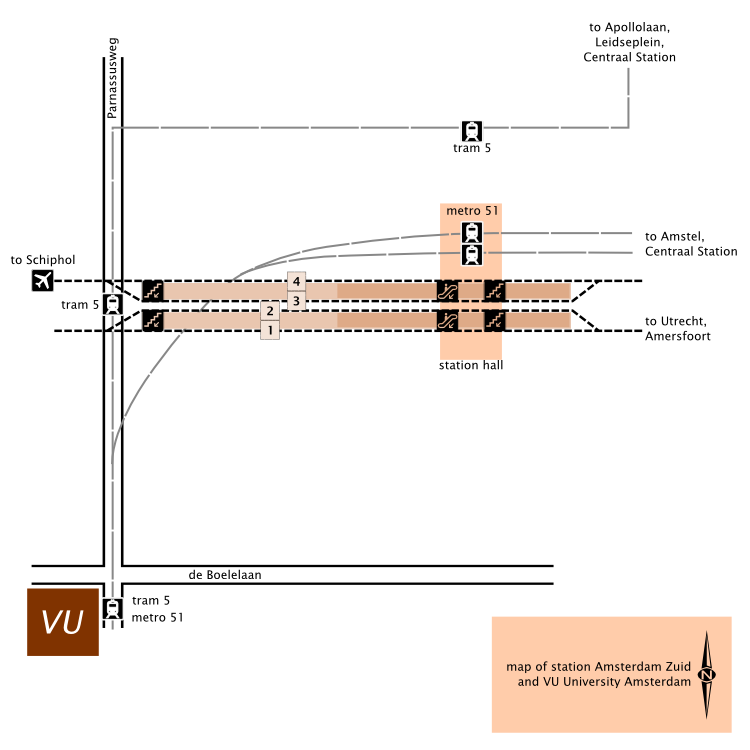
火车站